# Phylloscopus
Phylloscopus é um género de aves passeriformes, onde se classificam 46 espécies de felosas. O grupo tem distribuição geográfica vasta e ocorre na Eurásia, África e Australásia, onde habita zonas de arbustivas, floresta e mato.
As felosas do género Phylloscopus são aves de pequeno porte, com apenas 9 a 12,5 cm de comprimento. A plumagem é muito semelhante na maioria das espécies, esverdeada/acinzentada no dorso, mais clara em tons de branco e amarelo na zona ventral. A cabeça pode ser ornamentada com máscaras em torno dos olhos ou riscas superciliares. A cauda é geralmente preta.
A alimentação é feita à base de insectos, aranhas e outros pequenos invertebrados e raramente inclui sementes ou frutos. O ninho é construído perto do ou no chão, em forma de cúpula com uma entrada lateral. Cada postura contém em média 5 a 7 ovos brancos, salpicados de pintas castanhas ou alaranjadas. A maioria das espécies é migratória (especialmente as que habitam zonas temperadas) e muito territorial.

## Espécies
O gênero contém 81 espécies. Destas, 12 espécies foram anteriormente colocadas no gênero Seicercus, mas um estudo de filogenia molecular de 2018 indicou que o gênero Seicercus é sinônimo de Phylloscopus, deixando a família Phylloscopidae com um único gênero, Phylloscopus.
- Phylloscopus sibilatrix
- Phylloscopus bonelli
- Phylloscopus orientalis
- Phylloscopus pulcher
- Phylloscopus maculipennis
- Phylloscopus humei
- Phylloscopus inornatus
- Phylloscopus subviridis
- Phylloscopus yunnanensis
- Phylloscopus chloronotus
- Phylloscopus forresti
- Phylloscopus kansuensis
- Phylloscopus proregulus
- Phylloscopus tytleri
- Phylloscopus armandii
- Phylloscopus schwarzi
- Phylloscopus griseolus
- Phylloscopus affinis
- Phylloscopus fuligiventer
- Phylloscopus fuscatus
- Phylloscopus neglectus
- Phylloscopus subaffinis
- Phylloscopus trochilus
- Phylloscopus sindianus
- Phylloscopus canariensis
  - Phylloscopus canariensis exsul
  - Phylloscopus canariensis canariensis
- Phylloscopus collybita
- Phylloscopus ibericus
- Phylloscopus coronatus
- Phylloscopus ijimae
- Phylloscopus olivaceus
- Phylloscopus cebuensis
- Phylloscopus ruficapilla
- Phylloscopus umbrovirens
- Phylloscopus laetus
- Phylloscopus laurae
- Phylloscopus herberti
- Phylloscopus budongoensis
- Phylloscopus intermedius – (anteriormente Seicercus affinis)
- Phylloscopus poliogenys – (anteriormente colocado em Seicercus)
- Phylloscopus burkii – (anteriormente colocado em Seicercus)
- Phylloscopus tephrocephalus – (anteriormente colocado em Seicercus)
- Phylloscopus whistleri – (anteriormente colocado em Seicercus)
- Phylloscopus valentini – (anteriormente colocado em Seicercus)
- Phylloscopus soror – (descrita pela primeira vez em 1999; anteriormente colocado em Seicercus)
- Phylloscopus omeiensis – (descrita pela primeira vez em 1999; anteriormente colocado em Seicercus)
- Phylloscopus nitidus
- Phylloscopus plumbeitarsus
- Phylloscopus trochiloides
- Phylloscopus emeiensis
- Phylloscopus magnirostris
- Phylloscopus borealoides
- Phylloscopus tenellipes
- Phylloscopus xanthodryas
- Phylloscopus examinandus
- Phylloscopus borealis
- Phylloscopus castaniceps – (anteriormente colocado em Seicercus)
- Phylloscopus grammiceps – (anteriormente colocado em Seicercus)
- Phylloscopus montis – (anteriormente colocado em Seicercus)
- Phylloscopus calciatilis – (descrita pela primeira vez em 2010)
- Phylloscopus ricketti
- Phylloscopus cantator
- Phylloscopus occipitalis
- Phylloscopus reguloides
- Phylloscopus claudiae
- Phylloscopus goodsoni
- Phylloscopus ogilviegranti – (anteriormente considerado uma subespécie de Phylloscopus intensior)
- Phylloscopus hainanus
- Phylloscopus intensior – (anteriormente, Phylloscopus davisoni)
- Phylloscopus xanthoschistos
- Phylloscopus trivirgatus
- Phylloscopus nigrorum
- Phylloscopus presbytes
- Phylloscopus floresianus – (anteriormente considerado uma subespécie de Phylloscopus presbytes)
- Phylloscopus rotiensis (descrita pela primeira vez em 2018)[4]
- Phylloscopus makirensis
- Phylloscopus nesophilus – (anteriormente considerado uma subespécie de Phylloscopus sarasinorum)[5]
- Phylloscopus sarasinorum[5]
- Phylloscopus amoenus
- Phylloscopus poliocephalus
- Phylloscopus maforensis
- Phylloscopus misoriensis

Duas aves foram descritas em 2020, mas ainda não foram reconhecidas como espécies pela International Ornithologists' Union (IOC).
- Phylloscopus suaramerdu
- Phylloscopus emilsalimi

O Phylloscopus occisinensis foi reclassificado como coespecífico com Phylloscopus affinis pelo IOC, mas outras autoridades, como o eBird, ainda o consideram distinto.